# Graciela Rodríguez
Graciela Rodríguez (Montevideo, 17 de septiembre de 1957) es una actriz y humorista uruguaya.

## Biografía
Se consagró actuando en Decalegrón, programa al que llegó por recomendación de Alberto Candeau y donde participó entre 1987 y 2001. También participó en las telenovelas Porque te quiero así y Hogar, dulce hogar de Canal 10.
En teatro ha realizado el unipersonal Cómo rellenar un bikini salvaje y también se destacó con su papel en Brujas, entre otras obras.
En el año 2021 forma parte de la segunda temporada del reality MasterChef Celebrity, emitido por Canal 10.